# Blarina hylophaga
Blarina hylophaga — це невеликий, сіро-сланцевий, короткохвостий вид землерийок. Найдавніші скам'янілості цього виду датуються останнім льодовиковим періодом, і два підвиди (B. h. plumbea з Техасу B. h. hylophaga з решти ареалу) могли розійтися лише тисячу років тому.

## Морфологічна характеристика
Blarina hylophaga зовні схожа на близькоспоріднену Blarina carolinensis, хоча в середньому трохи більша, і довго вважалося, що вона належить до того самого виду. Blarina hylophaga міцної статури з короткими ногами та хвостом, а також довгою гострою мордою з довгими вусами. Вуха та очі малі, повіки у деяких особин постійно закриті, ця особливість невідома серед землерийок.
Хутро оксамитової текстури й однорідного кольору від сірого до коричневого. Загальна довжина дорослих особин коливається від 9 до 12 см, включаючи хвіст від 2 до 3 см, і важать від 13 до 16 г.

## Поширення та середовище проживання
Blarina hylophaga зустрічається в низинних середовищах із густою рослинністю від Південної Айови та Небраски на півночі до частин Техасу та Північної Луїзіани на півдні, включаючи більшу частину штатів Міссурі, Канзас, Оклахома та Арканзас, а також північно-східний кут Колорадо.
Вид мешкає в різноманітних місцях існування, включаючи луки, сільськогосподарські угіддя та ліси. Хоча зазвичай він віддає перевагу добре зволоженим середовищам із великою кількістю ґрунтової підстилки, він також відомий у відносно сухих і піщаних місцевостях у Техасі та Колорадо, часто з мінімальним ґрунтовим покривом.

## Поведінка та дієта
Як і інші землерийки, цей вид є комахоїдним, його раціон складається переважно з жуків і слимаків, а також інших комах, павуків і дощових черв'яків. Вони також можуть їсти невелику кількість рослин і грибів, і, як повідомляється, іноді їдять північноамериканських оленів. З хижаків — сови, яструби, змії, прудкі лисиці.
Blarina hylophaga, як правило, одиночна нічна тварина, яка проводить день, спить у норах у м'якому ґрунті чи підстилці з листя. Нори можуть містити гнізда, зроблені з трави або листя, і оточені мережею стежок, якими землерийка користується під час полювання на здобич. Повідомляється, що вони подорожують територіями від 0,06 до 0,55 га, і подорожують переважно на світанку та заході сонця. Маючи поганий зір, вони полюють переважно за допомогою ехолокації. Вони активні протягом року, не впадають у сплячку.

## Розмноження
Ця землерийка розмножується з ранньої весни до пізнього літа, і може вирощувати два-три приплоди на рік. Вагітність триває 21 або 22 дні і призводить до народження від чотирьох до семи голих дитинчат. Особини можуть жити до двох років.